# Rhombophryne psologlossa
Espèce
Synonymes
- Stumpffia psologlossa Boettger, 1881

Statut de conservation UICN

 DD  : Données insuffisantes
Rhombophryne psologlossa est une espèce d'amphibiens de la famille des Microhylidae.

## Répartition
Cette espèce est endémique du Nord-Ouest de Madagascar. Son aire de répartition concerne l'île de Nosy Be et la région côtière qui lui fait face sur l'île de Madagascar. Elle est présente du niveau de la mer jusqu'à 700 m d'altitude.

## Description
Rhombophryne psologlossa mesure de 14 à 16 mm pour les mâles ; la taille des femelles n'est pas connue. Son dos est grisâtre avec habituellement des taches noires symétriques de chaque côté du dos mais parfois uniforme. La peau de son dos est lisse. Les mâles ont un seul sac vocal.

## Publication originale
- Boettger, 1881 : Diagnoses reptilium et batrachiorum novorum ab ill. Antonio Stumpff in insula Nossi-Bé Madagascariensi lectorum. Zoologischer Anzeiger, vol. 4, p. 358-362 (texte intégral).